# Ignacy (Sadkowski)
Ignacy, imię świeckie Siergiej Siergiejewicz Sadkowski (ur. 9 października?/21 października 1887 w Moskwie, zm. 9 lutego 1938 w obwodzie archangielskim) – rosyjski biskup i święty prawosławny.

## Życiorys
Był synem prawosławnego protojereja. Ukończył seminarium duchowne w Moskwie, a następnie w 1907 podjął studia na Moskiewskiej Akademii Duchownej, zakończone w 1911 obroną pracy kandydackiej poświęconej ascetycznemu światopoglądowi biskupa Ignacego (Brianczaninowa). Jeszcze jako student, 11 grudnia 1910, złożył wieczyste śluby mnisze, przyjmując imię zakonne Ignacy, zaś 23 stycznia 1911 został wyświęcony na hierodiakona. 31 lipca tego samego roku udzielono mu święceń kapłańskich. Krótko potem został skierowany do pracy w seminarium duchownym w Tomsku, jednak z powodu choroby nigdy tam nie dotarł, zaakceptowano natomiast jego prośbę o zatrudnienie w bibliotece Moskiewskiej Akademii Duchownej. W 1917 zwolnił się również z tej pracy i zamieszkał w pustelni św. Zozyma i Smoleńskiej Ikony Matki Bożej w Arsakach, pod kierownictwem duchowym hieroschimnicha Aleksego (Sołowjowa). Po roku przyjął zaproszenie byłego rektora Moskiewskiej Akademii Duchownej, biskupa Teodora (Pozdiejewskiego), by przenieść się do kierowanego przez niego Monasteru Daniłowskiego w Moskwie. W monasterze był spowiednikiem mnichów i opiekunem relikwii św. Daniela Moskiewskiego. Przed 1920 otrzymał godność ihumena.
5 kwietnia 1920 patriarcha moskiewski i całej Rusi Tichon wyświęcił go na biskupa bielowskiego, wikariusza eparchii tulskiej. Gdy wiosną 1922 władze bolszewickie aresztowały ordynariusza eparchii biskupa Juwenaliusza, Ignacy przejął de facto zarząd administratury, którą miał kierować wspólnie z radą eparchialną i jej przewodniczącym biskupem jepifańskim Witalisem. Latem 1922 Witalis i kapłani służący w cerkwiach Tuły zgodzili się przystąpić do Żywej Cerkwi, a biskup Ignacy musiał opuścić miasto. Udał się do Bielowa, gdzie zorganizował alternatywną radę eparchialną z kapłanów zdecydowanych trwać w Patriarchacie Moskiewskim i skierował do wiernych list pasterski wzywający do niewstępowania do ruchów odnowicielskich. 1 grudnia 1922 zjazd duchowieństwa, które przystąpiło do Żywej Cerkwi, zażądał od biskupa Ignacego zerwania z patriarchą Tichonem lub zaprzestania działalności duszpasterskiej. Pod tym naciskiem hierarcha wycofał się z publicznej działalności, służył jedynie w cerkwi Przemienienia Pańskiego zlikwidowanego monasteru męskiego w Bielowie. Tam też w styczniu 1923 został aresztowany razem ze swoim bratem hieromnichem Jerzym, ihumenem Teodorytem (Liszenką) i J. Sablininą, dyrektorką muzeum, które zajęło dawne budynki klasztorne. Biskup Ignacy został skazany na trzy lata łagru. Karę odbywał na Wyspach Sołowieckich, a po jej upływie wrócił do Bielowa, gdzie ponownie kilkakrotnie był na krótko aresztowany. Odmówił wyjazdu z miasta i przerwania działalności duszpasterskiej.
26 grudnia 1929 został aresztowany po raz kolejny i oskarżony o działalność kontrrewolucyjną, a następnie w 1930 skazany na trzy lata łagru. Karę odbywał w Ust'-Wymi. Został przedterminowo zwolniony z obozu z uwagi na zły stan zdrowia i w 1932 ponownie zamieszkał w Tule. W roku następnym zastępca locum tenens Patriarchatu Moskiewskiego metropolita Sergiusz nadał mu godność biskupa skopińskiego, wikariusza eparchii riazańskiej. W 1935 na krótko przeniesiono go na katedrę lipiecką, lecz jeszcze w tym samym roku wrócił do poprzednich obowiązków.
3 lutego 1936 razem z grupą duchownych i świeckich został aresztowany i osadzony na Tagance w Moskwie, oskarżony o kierowanie kontrrewolucyjną grupą kapłanów i zaangażowanych wiernych. Zarzucano mu przyciąganie młodzieży do religii i kierowanie do pracy na parafiach kapłanów powracających z zesłania. Nie przyznał się do prowadzenia działalności kontrrewolucyjnej i zadeklarował lojalność wobec państwa radzieckiego nawet mimo jego antyreligijnych działań. Został skazany na pięcioletnie zesłanie do Archangielska. W 1937 został aresztowany ponownie i skazany na dziesięć lat łagru za „aktywną działalność kontrrewolucyjną”. Zmarł w obozie Kułojłag i został pochowany w nieznanym miejscu na jego terenie.
W 2002 Rosyjski Kościół Prawosławny kanonizował go jako jednego z Soboru Świętych Nowomęczenników i Wyznawców Rosyjskich.